# 峰吟子
峰 吟子（みね ぎんこ、1909年7月21日 - 1993年1月27日）は、日本の女優である。本名︰馬場 夏世（旧名︰馬場 奈都）。愛称︰ミネギン。

## 来歴・人物
1909年（明治42年）7月21日、岐阜県本巣郡本巣町に生まれる。本巣高等女学校卒業後、ダンサーになり神戸のダンスホールで働く。そこでホールの客だったパラマウント映画大阪支社の社長である日系二世のロイ・田中（日本名：田中亮平）と出会い、結婚する。1930年（昭和5年）、田中の知人である日活所属の映画監督村田実に薦められ日活太秦撮影所に入社。東坊城恭長監督『見果てぬ夢』で映画初出演する。この後『銀座セレナーデ』、『この太陽』に続けて出演しヴァンプ女優として売り出される。1931年（昭和6年）の『レビューの踊子』に初主演して、夏川静江・市川春代に次ぐ人気を得、「エロティシズムの女王」と呼ばれる。
1932年（昭和7年）の日活争議により退社するも、12月に復帰。1933年（昭和8年）の『フランスお政』に出演後夫の満州転任が決まり、産休を取っていた峰もそれに付き添うため8月に日活を退社する。満州では家庭に入っていたが、1937年（昭和12年）に田中が丹那トンネルで列車から転落して死亡、生活のため新京のダンスホールで働く。その後客として来ていた軍医と再婚、戦後は再婚相手の地元である愛知県豊橋市で暮らした。
1993年1月27日に死去。83歳没。
現存する出演作として、『天国その日帰り』の35mmフィルム（672フィート、11分）が国立映画アーカイブに所蔵されている。

## おもなフィルモグラフィ
- 『見果てぬ夢』 1930年 監督：東坊城恭長
- 『天国その日帰り』 1930年 監督：内田吐夢
- 『銀座セレナーデ』 1930年 監督：長倉祐孝
- 『この太陽』 1930年 監督：村田実
- 『新東京行進曲』 1930年 監督：長倉祐孝
- 『ミスター・ニッポン』 1931年 監督：村田実
- 『恋愛清算帖』 1931年 監督：伊奈精一
- 『レビューの踊子』 1931年 監督：木藤茂
- 『しかも彼等は行く』 1931年 監督：溝口健二
- 『心の日月』 1931年 監督：田坂具隆
- 『霧のホテル』 1932年 監督：三枝源次郎
- 『一九三二年の母』 1932年 監督：村田実
- 『長脇差風景』 1933年 監督：犬塚稔
- 『蒼穹の門』 1933年 監督：山本嘉次郎
- 『フランスお政』 1933年 監督：渡辺邦男

## 伝記
- 太和田正五『峰吟子　その生涯と時代』（風媒社、2023年）